# 장채연
장채연(1997년 6월 12일~)은 대한민국의 성우이다. 대원방송 성우극회 13기로 입사하였으며 김병현, 오건우, 이동윤, 김다빈, 김서현과 동기이다.

## 주요 작품

### 애니메이션

#### 2023년
- 게게게의 키타로 6기 - 부들부들, 마묘, 나무동자, 벨, 아이코, 치하야, 사야, 츠토무 어머니, 리카코, 하지메, G키타로[2]
- 꼬마마법사 레미(재더빙) - 양호 선생님 / 마녀계의 여왕님, 메이의 유모 할머니, 모타모타, 미미, 시은, 봉민, 호빈 엄마, 어린 장건호, 허수경, 마조케이, 하윤, 장우 엄마, 김소라, 수희 엄마
- 나의 히어로 아카데미아 6기 - 스타 앤드 스트라이프 / 캐슬린 베이트 외 각종 단역
- 나와 로보코 - 남자아이, 고양이, 고라스, 호사, 홍이
- 날아라 호빵맨 - 각종 단역
- 닥터 스톤 NEW WORLD - 빔
- 드래곤볼(재더빙) - 마이
- 마루코는 아홉살 3기 - 각종 단역
- 말랑쁘니 - 하트쁘니
- 부부와 엉엉이들 - 보니
- 블리치 천년혈전 편 - 소이퐁, 티아 하리벨, 프란체스카 미라 로즈, 이시다 이즈미, 하시하라 하스카
- 블리치 천년혈전 편 : 결별담 - 소이퐁, 치루치 선더위치
- 신 도라에몽 20~21기 - 각종 단역
- 원피스 무사의 나라 편 - 샤미세니스트, 뉴스 쿠 외 각종 단역
- 언데드 언럭 - 무이, 라일라 미라
- 카드파이트!! 뱅가드 will+Dress - 소피 벨
- 키테레츠 대백과(재더빙) - 왕은미, 구청장의 누나, 정수빈, 박씨 할머니
- 팬더와 친구들의 모험 - 미미코

#### 2024년
- 유희왕 고 러시!! - 나마야, 루미
- 원피스 에그 헤드 편 - 아틀라스
- 도주중 그레이트 미션 - 토무라 하루

### 특촬물
- 가면라이더 시리즈
- 가면라이더 리바이스 - 차여름, 이초희, 박영숙, 어린 오이준
- 가면라이더 기츠 - 지그시 / 창세의 여신, 검은 지그시, 앵커 외 각종 단역
- 슈퍼전대 시리즈
- 파워레인저 돈브라더즈 - 한겨울, 사온
- 파워레인저 킹덤포스 - 히메노 란 / 맨티스 옐로
- 도겐져스 시리즈 - 전마코, 설

## 관련 문서
- 성우